# 岡芳明
岡 芳明（おか よしあき、1946年（昭和21年） - ）は日本の原子力工学を専門とする工学博士である。研究者の育成、原子力エネルギー利用促進の広報活動も担った
。通産省原子力発電技術顧問、内閣府原子力安全技術顧問を多年にわたり務め、米国原子力学会理事、国際原子力学会協会理事、日本原子力学会会長を歴任した。東京大学名誉教授。内閣府原子力委員会委員長。
1969年（昭和44年）、東京大学工学部原子力工学科を卒業、1974年（昭和49年）に東京大学工学系大学院研究科博士課程を修了した。同校において原子力工学の研究および教育に長らく従事した。高速中性子の遮断ならびに放射線輸送、医療用原子炉、核分裂と核融合の複合炉、超臨界圧軽水冷却炉(スーパー軽水炉、スーパー高速炉)の設計研究などを行った。欧州高性能軽水炉、第四世代国際フォーラムなど超臨界圧軽水冷却炉の国際研究に協力した。2005年（平成17年）に原子力専攻（専門職大学院）と原子力国際専攻を同校に開設し、原子力研究者の人材育成を促した。次いで原子力教科書シリーズの作成を提案、同著の著者の一人となった。2007年（平成19年）より、グローバルCOEプログラム「世界を先導する原子力教育研究イニシアチブ」拠点リーダーとなり、原子力の人文社会科学、原子力エネルギー、放射線応用のプログラムなど多方面から見た原子力技術を論じた。また、原子力利用の有用性を示すべく海外及び国内で講演を行った。軽水炉技術の進歩、原子炉設計と解析超臨界圧軽水冷却炉などの英文書を編著した。2010年3月に東京大学を定年退官し、同年4月に開設された早稲田大学理工学術院の特任教授となり共同原子力専攻主任としてその運営にあたった。。2014年（平成26年）4月内閣府原子力委員会委員長に就任した。2020年 (令和2年) 12月退任。

## 略歴
- 1969年（昭和44年）5月、東京大学工学部原子力工学科を卒業する。
- 1974年（昭和49年）3月、東京大学工学系大学院博士課程を修了する。東京大学工学博士 論文の題は「出力時の原子炉雑音と原子炉異常診断」[16]。
- 4月、東京大学工学部原子力工学研究施設助手となる[3][5]。
  - 原子炉設計工学部門で中性子輸送と遮蔽に関する実験および理論的研究に携わる[3]。
- 1978年（昭和53年）3月、東京大学工学部原子力工学研究施設助教授となる[3][5]。
  - 上記研究に加えて医療用原子炉、核分裂 核融合複合炉等の設計研究に携わり、原子炉静特性および動特性、原子炉設計、システム安全工学、中性子輸送と放射線遮蔽などの教育を行う[3]。
- 1985年（昭和60年）1月、東京大学工学部原子力工学科助教授となる[3]。
  - 確率論的安全評価、ヒューマンファクター、原子炉安全性等の研究に携わり、教育も並行して行う[3]。
- 1989年（平成元年）7月、東京大学大学院工学系研究科原子力工学研究施設教授となる[3]。
  - 超臨界圧軽水炉設計、原子力モデリング工学、原子炉安全性等の研究に携わり、原子炉設計工学、応用モデリング、数理設計工学特論、原子力エネルギー工学等の教育を行う。
- 2004年（平成16年）、日本原子力学会社会環境部会長に就任し[15]、原子力推進の広報活動に取り組む[4]。
- 2008年（平成20年）、日本原子力学会会長に就任し、「行動する学会」、「原子力村からの脱却」をスローガンとする抱負を発表する[17]。
- 2010年（平成22年）3月、東京大学を定年退官し、翌4月から早稲田大学理工学術院特任教授に赴任する[18]。共同研究「軽水冷却スーパー高速炉に関する研究開発」が原子力システム研究開発事業に採択される[2][15]。
- 2011年（平成23年）、共同研究「理工学術院の特色を踏まえた原子力教育プログラムの整備」が文部科学省原子力人材育成プログラムに採択される[2][15]。
- 2012年（平成24年）、SAMPSONコード改良および検証解析の研究に携わる[15]。共同研究「原子炉容器下部ヘッドにおける溶融物挙動の機構論的研究」が文部科学省原子力基礎基盤イニシアチブに採択される[15][19][20]。
- 2014年（平成26年）1月、安倍内閣により、原子力委員会委員長に指名され[21]、2月、衆参両院において賛成多数でこの指名は可決、承認された[22]。4月1日、近藤駿介前委員長の退任に伴い同委員会委員長に就任した[23]。同月、日本原子力産業協会において特定放射性廃棄物の最終処分に関する基本方針の改定の実施を2015年の春を目標とすることを掲げ、原子力委員会の立場として国民と相互理解を図りつつ、原子力政策を企画、実行することを言明し、「頑張ろう原子力」と原子力産業界を励ました[24]。
- 2020年 (令和2年) 12月 原子力委員会委員長退任。

### 所属学協会
日本原子力学会、日本計算工学会、火力原子力発電技術協会、日本機械学会、米国原子力学会

### 選任委員
- 日本原子力学会 会長[1][2][6]、副会長[15]、理事[3]、企画委員長[3]、海外情報連絡会長[3]、北関東支部長[3]、計算科学技術部会長[3]、社会環境部会長[3][4]。
- 米国原子力学会（英語版） 理事[2][3][6]、通産省原子力発電技術顧問[15]、内閣府原子力安全委員会原子力安全技術顧問[15]、JNC研究課題評価委員会[15]、炉サイクル分野評価委員長[15]、炉物理サマースクール（Frederic Joliot/Otto Hahn Summer School）学術諮問委員[3]、フランス原子力庁（CEA）原子力エネルギー部門外部評価委員[3]、島根県原子力安全対策懇話会委員[15]、東電記念化学技術財団研究助成委員会委員・委員長[15]、エネルギー総合工学研究所理事[15]、国際原子力学会協会理事[3]、内閣府原子力委員会委員長[23]。

### 受賞
- 2003年（平成15年）日本原子力学会論文賞・特賞「貫流型超臨界圧軽水炉の概念」（共同執筆者 越塚誠一）[15][25]
- 2005年（平成17年）日本計算工学会論文賞「粒子法によるジェット分散挙動の数値解析」（共同執筆者 柴田和也、越塚誠一）[3][15][26]
- 2010年（平成22年） 日本原子力学会社会・環境部会業績賞[15]
- 2011年（平成23年） 日本原子力学会計算科学技術部会部会功績賞[15]
- 2013年（平成25年）日本原子力学会2012年『JNST Most Cited Article Award』「Fuel and Core Design of Super Light Water Reactor with Low Leakage Fuel Loading Pattern」（共同執筆者 亀井一央、山路哲史、石渡祐樹、Jie Liu）[15][27]

## 福島第一原発事故との関わり
2011年3月に福島第一原発事故が発生すると、3月16日に同原発の推定情報を発表した。また、同年5月には原子炉の専門家として参議院の経済産業委員会に参考人招致された。後に、「事故の根本的な問題は日本の責任不在の構造と密室や村を好む日本文化である。」と述べ、組織の変更、原子力ムラの解体などの改革が必要であり、その実現のためにアメリカ合衆国原子力規制委員会のような原子力の推進と規制の分離が重要であると主張した。平成23年11月10日に韓国仁川市で開催された日韓ミレニアムフォーラムで「自然災害と発電プラントの将来」と題して講演した。2015年に英文書”Reflections on Fukushima Daiichi Nuclear Accident"の12章”Implications and Lessons for Advanced Reactor Design and Operation"を共著した。